# جون مكنيفين
جون مكنيفين (بالإنجليزية: John McNiven)‏ هو لاعب كرة قدم بريطاني في مركز الوسط، ولد في 23 ديسمبر 1962 في غلاسكو في المملكة المتحدة. لعب مع نادي آير يونايتد ونادي ألوا أثليتيك ونادي ستنهاوسموير ونادي كلايد.